# Al-Ahly Voleibol
El Al-Ahly Voleibol Club (en árabe: النادي الاهلي للكرة الطائرة), conocido popularmente como Al Ahly o El Ahly, que en español significa "El Nacional" es un club deportivo de Egipto, Al-Ahly Voleibol es una de las secciones del club Al Ahly que representa al club en Egipto y competiciones internacionales de voleibol, la sección del equipo del club con sede en El Cairo desde el año 1932. El equipo de voleibol Al Ahly es el mejor equipo de África

## Palmarés
- Superliga Masculina (30): 1966-67, 1967–68, 1975–76, 1976–77, 1978–79, 1979–80,1980–81, 1981–82, 1982–83, 1983–84, 1984–85, 1986–87, 1989-90, 1993–94, 1994–95, 1995–96, 1998–99 , 1999-00, 2001–02, 2002–03, 2003–04, 2005–06, 2006–07, 2008–09, 2009–10, 2010–11, 2012–13, 2013-14, 2017-18, 2018-19

- Copa de Egipto de voleibol (20): 1976-77, 1981-82, 1986-87, 1987–88, 1989–90, 1995–96, 1998-99. 2001-02, 2002–03, 2003–04, 2004–05, 2005–06, 2006–07, 2007–08, 2009–10, 2010–11, 2012–13, 2013-14, 2017-18, 2018-19

- Campeonato de clubes africanos (voleibol) (14): 1980, 1983, 1995, 1996, 1997,2003, 2004, 2006, 2010,[2] 2011,2015,[3] 2017,[4] 2018,[5][6] 2019

- Campeones de la Copa del Campeonato de Clubes Africanos (6): 1990, 1991, 1995, 1996, 1997, 2000

- Campeonato de clubes árabes (voleibol) (6): 1987, 2001 , 2002 , 2005 , 2006, 2010

## Entrenadores
| Temporadas   | Entrenador           |
| ------------ | -------------------- |
| → 2016- Act. | Mohamed Meselhy      |
| → 2015-2016  | Ahmed Zakarya        |
| → 2009-2015  | Ibrahim Fakhr Eldeen |
| → 2005-2009  | Noor Atia            |
| → 2001-2004  | Foaud Abd Elsalam    |
| → 1995-2001  | Ibrahim Fakhr Eldeen |
| → 1993-1995  | Tawfik Shehab        |
| → 1985-1993  | Foaud Abd Elsalam    |
| → 1984-1985  | Hesham Badrawey      |
| → 1981-1984  | Ibrahim Fakhr Eldeen |
| → 1980-1981  | Tawfik Shehab        |
| → N/A        | Ali Refaay           |
| → N/A        | Tawfik Shehab        |
| → N/A        | Waheed Hendawy       |
| → N/A        | Abd ellatif ibrahim  |

## Organigrama del equipo

### Plantilla 2018/2019
| # | Nombre              | F. Nacimiento          | Estatura | Origen | Co | Re | Ce | Op | Li |
| --- | ------------------- | ---------------------- | -------- | ------ | -- | -- | -- | -- | -- |
| 1 | Abd latif Osamn     | 13 de agosto de 1983   | 2,02 m   | Egipto |    |    | x  |    |    |
| 2 | Abdallah Abdalsalam | 10 de octubre de 1983  | 1,98 m   | Egipto | x  |    |    |    |    |
| 3 | Halim Ebo           | 3 de marzo de 1989     | 2,11 m   | Egipto |    |    | x  |    |    |
| 4 | Ahmed Salah         | 19 de agosto de 1984   | 1,97 m   | Egipto |    |    |    | x  |    |
| 5 | Abdelrahman Seoudy  | 21 de agosto de 1997   | 2,07 m   | Egipto |    |    | x  |    |    |
| 6 | Sherif ahmed        | 24 de abril de 1994    | 1,85 m   | Egipto |    |    |    |    | x  |
| 7 | Mahmoud Raouf       | 12 de mayo de 1985     | 1,96 m   | Egipto |    | x  |    |    |    |
| 9 | Sergey Burtsev      | 23 de febrero de 1989  | 1,98 m   | Rusia  |    | x  |    |    |    |
| 10 | Mohammed Adel       | 1 de mayo de 1994      | 2,11 m   | Egipto |    |    | x  |    |    |
| 11 | Ahmed Abdelaal      | 1 de marzo de 1989     | 1,85 m   | Egipto |    | x  |    |    |    |
| 12 | Hossam Youssef      | 16 de febrero de 1988  | 2,03 m   | Egipto | x  |    |    |    |    |
| 13 | Mohamed Abdelmonaem | 11 de enero de 1986    | 1,95 m   | Egipto |    | x  |    |    |    |
| 14 | Mohamed Moawad      | 26 de agosto de 1987   | 1,94 m   | Egipto |    |    |    |    | x  |
| 15 | Ahmed Kotb          | 19 de julio de 1991    | 2,02 m   | Egipto |    |    |    | x  |    |
| 17 | Mohamed Ramadan     | 1 de julio de 1995     | 1,85 m   | Egipto |    |    |    |    | x  |
| 18 | Ahmed Shafiq Saeed  | 7 de diciembre de 1994 | 1,90 m   | Egipto |    | x  |    |    |    |
| 19 | Youssef El safi     | 27 de agosto de 2000   | 1,95 m   | Egipto |    | x  |    |    |    |
| Entrenador: Mohamed Meselhey Asistente: Mahmoud Gomaa Scout: Mohammed Zakryia Preparador físico Haitham Eldabaa Médico: Ehab Fakr Eldeen |                     |                        |          |        |    |    |    |    |    |